# D. Tumukur, Channarayapatna
D. Tumukur là một làng thuộc tehsil Channarayapatna, huyện Hassan, bang Karnataka, Ấn Độ.